# Amadou Colley
Amadou Colley (* 10. Oktober 1962 in Sanchaba Sulay Jobe) ist ein Ökonom und ehemaliger Zentralbank-Gouverneur im westafrikanischen Staat Gambia.

## Leben
Colley machte den Bachelor of Science in Rechnungswesen am Fourah Bay College der Universität Sierra Leone im Juni 1988. Von 1997 bis 1999 machte er seinen Master of Business Administration in Internationalem Bankwesen und Finanzen an der Birmingham Business School im Vereinigten Königreich.
Colley arbeitete bis 1985 für die Gambia Commercial and Development Bank. Ab 1989 war er Rechnungsprüfer (auditor) im National Audit Office. 
Ab 1992 arbeitete er bei der  Zentralbank von Gambia, ab 2005 als Assistant Director und ab 2006 als Director of Banking Department. Mit Wirkung zum 3. Dezember 2010 wurde er als Nachfolger von Momodou Bamba Saho zum Gouverneur der Zentralbank ernannt. Diesen Posten hatte er bis zum 8. Mai 2017 inne.
Im September 2019 wurden die Ergebnisse der Janneh Commission, eines von Präsident Adama Barrow eingesetzten Untersuchungsausschusses zur Ermittlung der finanziellen Aktivitäten des vorigen Präsidenten Yahya Jammeh, veröffentlicht. Demnach hatte Colley illegale Finanztransaktionen Jammehs in Höhe von mehreren Millionen US-Dollar ermöglicht und begünstigt. In der Folge wurde er vom öffentlichen Dienst auf Lebenszeit ausgeschlossen und erhielt ein Verbot der Leitung eines Staatsunternehmens für zehn Jahre.